# Lou Thesz

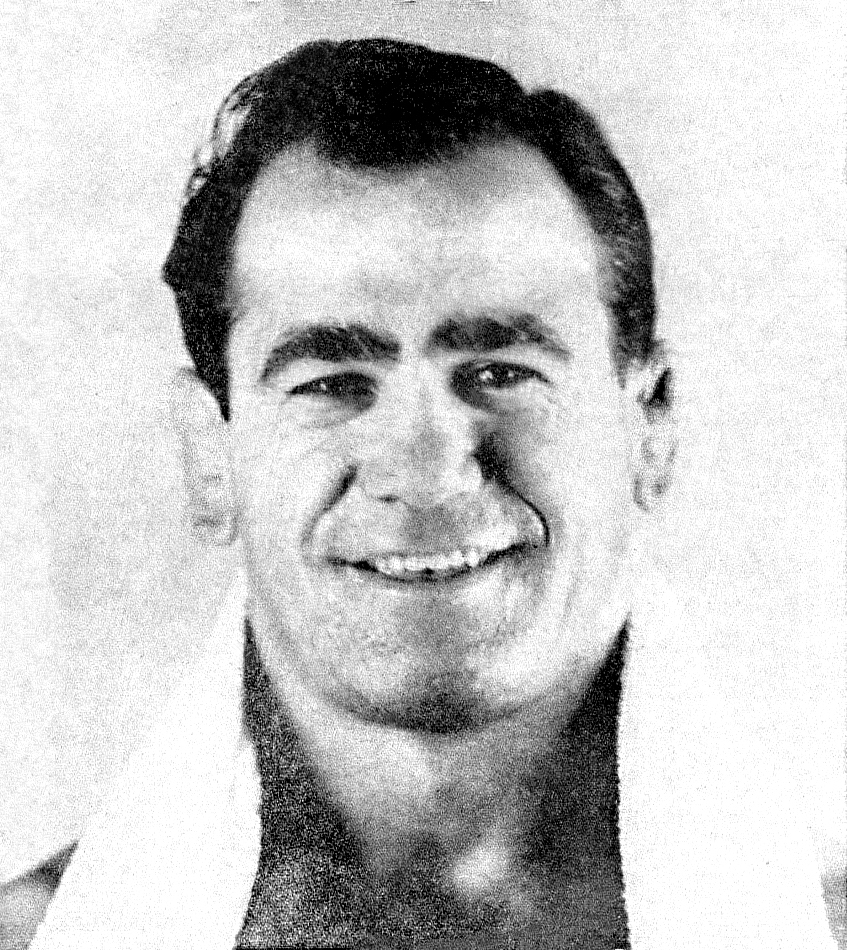
Lou Thesz (The Great One)

Aloysius Martin Thesz (24 de Abril de 1916 - 28 de Abril de 2002), mais conhecido como The Great One e Lou Thesz, foi um lutador de wrestling profissional estadunidense, que tem o maior reinado como Campeão de Pesos-Pesados da NWA, com três vezes. Combinado, são 10 anos, 3 meses e 9 dias (3.650 dias no total). Thesz foi o inventor de vários golpes de wrestling, como o STF e Lou Thesz press.
Thesz fez uma cirurgia no tríceps após um problema na aorta, em 9 de Abril de 2002, mas faleceu após complicações em 28 de Abril de 2002, na cidade de orlando, Flórida.